# 埃斯潘沙勒
埃斯潘沙勒（法語：Espinchal，法語發音：[ɛspɛ̃ʃal]）是法国多姆山省的一个市镇，属于伊苏瓦尔区。

## 地理
埃斯潘沙勒（45°23'39"N, 2°52'52"E）面积8.85 平方千米，位于法国奥弗涅-罗讷-阿尔卑斯大区多姆山省，该省份为法国中南部省份，北起阿列省接壤，东临卢瓦尔省，南至上盧瓦爾省和康塔爾省，西接科雷兹省和克勒兹省。
与埃斯潘沙勒接壤的市镇（或旧市镇、城区）包括：尚特雷勒、蒙格勒莱、孔潘、埃格利斯讷沃-当特赖格、拉戈迪韦勒。

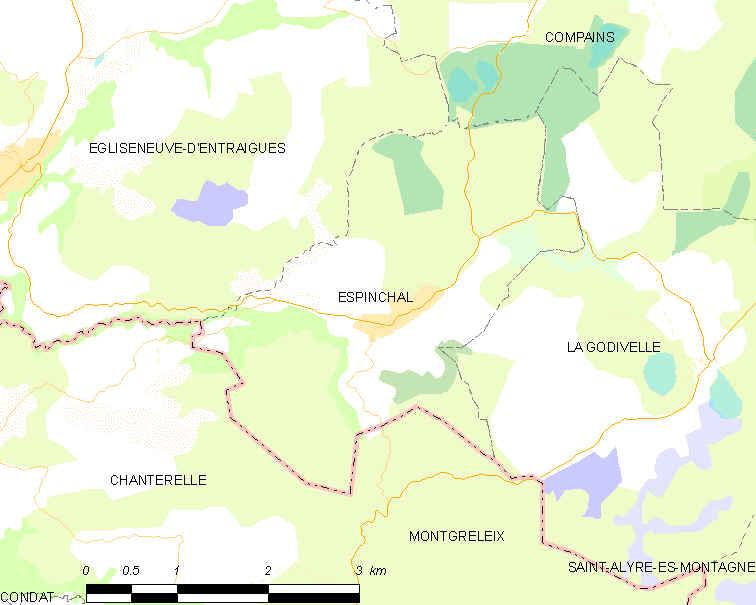
埃斯潘沙勒的OSM定位图

埃斯潘沙勒的时区为UTC+01:00、UTC+02:00（夏令时）。

## 行政
埃斯潘沙勒的邮政编码为63850，INSEE市镇编码为63153。

## 政治
埃斯潘沙勒所属的省级选区为勒桑西县。

## 人口

1962-2008年间埃斯潘沙勒人口变化图示

埃斯潘沙勒于2022年1月1日时的人口数量为73人。